# Bongi Mbonambi

a Compétitions nationales et continentales officielles uniquement.

b Matchs officiels uniquement.
Dernière mise à jour le 16 août 2025.
Mbongeni Theo Mbonambi, communément appelé Bongi Mbonambi , est né le 7 janvier 1991 à Bethlehem (Afrique du Sud). C'est un joueur international sud-africain de rugby à XV évoluant au poste de talonneur.

## Carrière

### Carrière en club
Bongi Mbonambi est né à Bethlehem dans la province de l'État libre. Issue d'une famille sportive, il commence à jouer au rugby à XV lors de son enfance. Ses parents, respectivement policier et infirmière, lui donnent une éducation d'un « style militaire », avec un accent mis sur le travail.
Il joue avec son établissement de la Bethlehem Voortrekker Hoërskool en 2007, et représente la province des Griffons en Craven Week la même année,.
En 2008, repéré par son talent, il reçoit une bourse d'études de la part de l'académie des Blue Bulls, et termine sa formation rugbystique avec cette équipe,. Il achève sa scolarité au St. Alban's College (en) de Pretoria. Durant ces années de formation, il affronte le scepticisme de plusieurs entraîneurs qui l'estiment trop petit en taille pour réussir au niveau professionnel.
Mbonambi joue également en Varsity Cup (en) (championnat universitaire sud-africain) avec les TUT Vikings (club de l'université de Tshwane) en 2011. Les deux années suivantes, il représente les UP Tuks (université de Pretoria) dans le même championnat.
Il fait ses débuts professionnels avec la province des Blue Bulls lors de la saison 2012 de Vodacom Cup. Il débute également en Currie Cup plus tard la même année.
Toujours en 2012, il rejoint aussi la franchise des Bulls en Super Rugby. Il joue trois saisons avec cette franchise, mais reste que très peu utilisé, foulant les terrains à quinze reprises, pour seulement une titularisation.
En 2015, afin d'obtenir plus de temps de jeu, il décide de rejoindre la franchise du Cap des Stormers. Western Province,. Il s'impose rapidement comme un cadre de sa nouvelle équipe. Parallèlement, il change également de province, et rejoint la Western Province. Avec cette équipe, il remporte la Currie Cup en 2017.
Il décide de quitter les Stormers en 2021, après sept saisons disputées, et rejoint les Sharks en United Rugby Championship. Il fait le choix de rejoindre la franchise basée à Durban pour favoriser son après-carrière de joueur, dans un environnement qu'il juge plus propice.

### Carrière internationale
Bongi Mbonambi représente la sélection scolaire sud-africaine en 2009.
Deux ans plus tard, il joue pour la sélection sud-africaine des moins de 20 ans lors du championnat du monde junior de 2011,.
Il est sélectionné pour la première fois avec les Springboks en octobre 2014 par le sélectionneur Heyneke Meyer. Il ne joue cependant aucune rencontre.
Il est rappelé en sélection en mai 2016 par Allister Coetzee, à l'occasion d'une série de test matchs contre l'Irlande. Il est présent sur le banc des remplaçant sans entrer en jeu lors des deux premiers matchs, et connaît finalement sa première cape lors du troisième test, lorsqu'il entre en jeu lors des derniers instant de la partie à la place d'Adriaan Strauss,.
En 2016 et 2017, il enchaîne les matchs en tant que remplaçant, avant de connaître sa première titularisation le 25 novembre 2017 contre l'Italie.
À partir de 2018, il devient un cadre du nouveau sélectionneur Rassie Erasmus,. Malgré la concurrence de Malcolm Marx, considéré comme l'un des meilleurs joueurs du monde à son poste, il s'impose comme le titulaire au talon,,.
En 2019, il est retenu dans le groupe de 31 joueurs pour disputer la coupe du monde au Japon. Il est titulaire pour la majorité de la compétition, dont la finale face à l'Angleterre que son équipe remporte. Lors de la finale, il est contraint de sortir à la 22e minute après avoir subi un violent choc à la tête. Il termine la compétition avec une réussite au placage et au lancer en touche de 100%.
En 2021, il est titulaire lors des trois rencontres entre les Springboks et les Lions britanniques lors de leur tournée en Afrique du Sud, et participe à la victoire de son équipe lors de la série,.

## Palmarès

### En club
- Vainqueur de la Currie Cup en 2017 avec les Blue Bulls.

### En équipe nationale
- Vainqueur du Rugby Championship 2019
- Vainqueur de la Coupe du monde 2019
- Vainqueur de la Coupe du monde 2023